# Gaura ovală a craniului
Gaura ovală (Foramen ovale) este un orificiu larg situat la baza craniului ce străbăte baza aripilor mari ale sfenoidului, posterior de gaura rotundă. Gaura ovală asigură comunicarea cavității craniene cu fosa infratemporală; prin ea trece nervul mandibular și artera meningeană mică.